# 乌特·维尔德
乌特·维尔德（德語：Ute Wild，1965年6月14日—），德国女子赛艇运动员。她曾代表东德参加1988年夏季奥林匹克运动会赛艇比赛，获得女子八人单桨有舵手金牌。